# Lance Laing
Lancelot Laing (ur. 28 lutego 1988 w Trelawny Parish) – jamajski piłkarz grający na pozycji prawego obrońcy. Od 2013 jest zawodnikiem klubu FC Edmonton.

## Kariera klubowa
Swoją karierę piłkarską Laing rozpoczął w klubie Harbour View. W 2007 roku awansował do pierwszego zespołu i w sezonie 2007/2008 zaliczył w nim debiut w Jamaican National Premier League. W sezonie 2009/2010 wywalczył z nim tytuł mistrza Jamajki. W 2010 roku odszedł do Village United, w którym spędził rok.
W 2011 roku Laing odszedł z Village United do klubu NASL, amerykańskiego Fort Lauderdale Strikers. Swój debiut w nim zanotował 30 kwietnia 2011 w zremisowanym 2:2 wyjazdowym meczu z Puerto Rico Islanders. W sezonie 2011 zajął z nim 2. miejsce w lidze.
W 2013 roku Laing odszedł do innego zespołu ligi NASL, kanadyjskiego FC Edmonton. Zadebiutował w nim 7 kwietnia 2013 w zremisowanym 1:1 domowym meczu z Fort Lauderdale Strikers.
| Sezon   | Klub                     | Kraj              | Rozgrywki      | Mecze | Gole |
| ------- | ------------------------ | ----------------- | -------------- | ----- | ---- |
| 2007/08 | Harbour View             | Jamajka           | Premier League | ?     | ?    |
| 2008/09 | Harbour View             | Jamajka           | Premier League | ?     | ?    |
| 2009/10 | Harbour View             | Jamajka           | Premier League | ?     | ?    |
| 2010/11 | Village United           | Jamajka           | Premier League | ?     | ?    |
| 2011    | Fort Lauderdale Strikers | Stany Zjednoczone | NASL           | 22    | 1    |
| 2012    | Fort Lauderdale Strikers | Stany Zjednoczone | NASL           | 16    | 1    |
| 2013    | FC Edmonton              | Kanada            | NASL           | 24    | 1    |
| 2014    | FC Edmonton              | Kanada            | NASL           | 27    | 6    |
| 2015    | FC Edmonton              | Kanada            | NASL           |       |      |

## Kariera reprezentacyjna
W reprezentacji Jamajki Powell zadebiutował 26 lipca 2008 roku w zremisowanym 0:0 towarzyskim meczu z Salwadorem. W 2015 roku został powołany do kadry Jamajki na Copa América 2015. Na tym turnieju wystąpił trzykrotnie: z Urugwajem (0:1), z Paragwajem (0:1) i z Argentyną (0:1). W tym samym roku był w kadrze Jamajki na Złoty Puchar CONCACAF 2015. Na tym turnieju zagrał w dwóch meczach: z Kostaryką (2:2) i w ćwierćfinale z Haiti (1:0). Z Jamajką zajął 2. miejsce w tym turnieju.